# Primeira Divisão Russa
A Primeira Divisão Russa também conhecida como Campeonato de Futebol da Liga Nacional (em Russo: Первенство Футбольной Национальной Лиги, áte 2011 Pervyj divizion),abreviado como PFN Ligue é o campeonato de Futebol organizado pela Futbol'noj Nacional'noj Ligi, é o segundo nivel do Campeonato Russo de Futebol. 
O torneio é composto por 22 clubes, onde cada clube durante o decorrer da temporada joga duas vezes contra os outros (em um sistema de pontos corridos), uma vez em seu estádio e a outra no de seu adversário, em um total de 42 jogos. As equipes recebem três pontos por vitória e um por empate. Não são atribuídos pontos para derrotas.
Desde a temporada 2012-13, as equipes que terminam o campeonato nas 1ª e 2ª posição conquistam a promoção direta a Primeira Liga Russa enquanto as que ficarem em 3º e 4º disputam um play off contra as equipes que ficarem em 13º e 14º lugar na Primeira Liga Russa. As últimas três equipes na tabela de classificação são rebaixadas para a Segunda Divisão Russa.

## Historia
Nas duas primeiras temporadas depois do fim do Campeonato Soviético de Futebol em 1992,  o campeonato cadete russo continuo com a velha terceira serie soviética composta por mais de cinquenta equipes divididas em três grupos. Foi em 1994 que foi reorganizada uma segunda categoria com um único grupo, composto por 22 equipes .
Inicialmente o campeonato se chamo Pervaja liga, dando continuidade ao nome histórico da 
segunda serie do futebol soviético: a partir de 1998 foi chamado Pervyj divizion.
O número de equipes permanece 22 até 2008, quando desceu para vinte equipes
Essa estrutura permanece até 2011, quando as equipes da categoria decidiram reunisse em uma liga exclusiva.

## Lista de campeões
| Temporada | Vencedor                                                     | Outros promovidos                         |
| --------- | ------------------------------------------------------------ | ----------------------------------------- |
| 1992      | FC Jemtchujina KAMAZ Luch Vladivostok                        |                                           |
| 1993      | Cernomorec Novorossijsk Lada Togliatti Dinamo-Gazovik Tyumen |                                           |
| 1994      | Cernomorec Novorossijsk                                      | FC Rostov                                 |
| 1995      | Football Club Baltika Kaliningrado                           | Lada Togliatti Zenit                      |
| 1996      | Dinamo-Gazovik Tyumen                                        | FC Shinnik Yaroslavl FK Fakel             |
| 1997      | FC Elista                                                    |                                           |
| 1998      | Football Club Saturn (Oblast de Moscou)                      | Lokomotiv Niznij Novgorod                 |
| 1999      | FC Anji Makhachkala                                          | FK Fakel                                  |
| 2000      | PFK Sokol Saratov                                            | Torpedo-ZIL                               |
| 2001      | FC Shinnik Yaroslavl                                         | FC Elista                                 |
| 2002      | FC Rubin Kazan                                               | Cernomorec Novorossijsk                   |
| 2003      | FC Amkar Perm                                                | Kuban Krasnodar                           |
| 2004      | FC Terek Grozny                                              | FC Tom Tomsk                              |
| 2005      | Luch Vladivostok                                             | PFC Spartak Nalchik                       |
| 2006      | FC Khimki                                                    | Kuban Krasnodar                           |
| 2007      | FC Shinnik Yaroslavl                                         | FC Terek Grozny                           |
| 2008      | FC Rostov                                                    | Kuban Krasnodar                           |
| 2009      | FC Anji Makhachkala                                          | FC Sibir Novosibirsk                      |
| 2010      | Kuban Krasnodar                                              | FC Volga Nijni Novgorod                   |
| 2011-12   | FC Mordovia Saransk                                          | FC Alania Vladikavkaz                     |
| 2012-13   | FC Ural                                                      | FC Tom Tomsk                              |
| 2013-14   | FC Mordovia Saransk                                          | PFC Arsenal Tula FC Torpedo Moscou FC Ufa |
| 2014-15   | Krylya Sovetov                                               | FC Anji                                   |
| 2015-16   | Dynamo Moscow                                                | Tosno SKA-Khabarovsk                      |
| 2017-18   | Orenburg                                                     | Krylya Sovetov Samara Yenisey Krasnoyarsk |
| 2018-19   | Tambov                                                       | Sochi                                     |
| 2019-20   | Rotor Volgograd                                              | Khimki                                    |
| 2020-21   | Krylya Sovetov                                               | Nizhny Novgorod                           |
| 2021-22   | Torpedo Moscow                                               | Futbolniy Klub Fakel Voronezh             |
| 2022-23   | Rubin Kazan                                                  | Baltika Kaliningrado                      |